# Angelo Mariani (Dirigent)

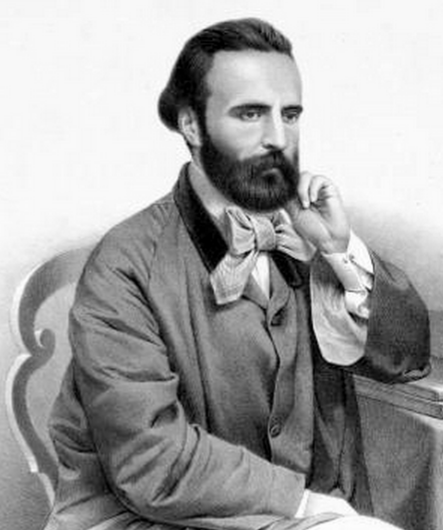
Angelo Mariani, 1857
(von Augusto Bedetti)

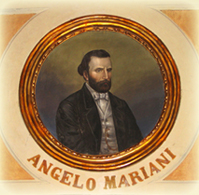
Angelo Mariani Porträt

Angelo Maurizio Gaspare Mariani (11. Oktober 1821 in Ravenna – 13. Juni 1873 in Genua) war ein italienischer Komponist und Dirigent.

## Leben und Werk
Mariani war ein Sohn von Natale und Maria Grilli. Im Alter von elf Jahren erhielt er eine musikalische Ausbildung an der Philharmonischen Akademie von Ravenna. Hier wurde er in Musiktheorie unterwiesen und erhielt durch P. Casalini und später G. Nostini Unterricht im Bratschenspiel. Der Graf Girolamo Roberti, Priester und Organist der Kathedrale von Ravenna, wurde bald auf sein Talent aufmerksam und erteilte ihm kostenlose Unterweisungen in Harmonielehre. Durch diesen wurde er zum Studium des Kontrapunkts und Komposition an den Pater Levrini verwiesen. Levrini war ein Schüler des Komponisten, Musiktheoretikers und Musikpädagogen Stanislao Mattei. 1842 erhielt er seine erste Festanstellung als Leiter der Stadtkapelle von Sant’Agata Feltria. Hier begann er weitere Instrumente zu erlernen und begann erste eigene Kompositionen aufzuführen. In den Jahren 1843 bis 1844 wurde er Dirigent und Meister des Instrumentenbogens der Philharmonischen Gesellschaft von Faenza. Im Juni 1844 wurde Mariani als Konzertmeister für die Aufführung von Giuseppe Donizettis Oper Lucrezia Borgia und von Giovanni Pacinis Oper Saffo nach Trient berufen.
Gioachino Rossini lobte seine Symphonie in g-Moll, die im Sommer 1844 in Faenza aufgeführt wurde, am 16. August in einen Brief. Dies veranlasste ihn, nach Bologna zu ziehen. Hier wurde er am Liceo Filarmonico ausgebildet und nahm er kurzzeitig Unterricht bei Rossini und bei dem Komponisten Tommaso Marchesi (1773–1852). Seine zwischenzeitlich erfolgte Heirat mit Virginia Fusconi scheiterte frühzeitig und die gemeinsame Tochter verstarb.
Im Jahr 1847 wurde er nach Vicenza berufen, um die von Pacini für den König Ödipus des Sophokles komponierten Chöre am Teatro Olimpico zu leiten. Anschließend erhielt er 1847 das Angebot eine Dirigentenstelle am Hoftheater in Kopenhagen zu übernehmen, das 1842 auf Wunsch des Königs Christian VIII. renoviert worden war. Hier arbeitete er von November 1847 bis April 1848 und kehrte nach der Schließung des Theaters nach Italien zurück. Er hatte zuvor für die Beerdigung des Königs eigens ein Libera me Domine komponiert, das am 5. Februar 1848 aufgeführt wurde. Er nahm an den Unabhängigkeitskämpfen in Italien teil und floh, um der Gefangennahme zu entgehen, nach Konstantinopel, wo er zwei Jahre lang arbeitete. Als er wieder nach Italien zurückgekehrt war, wirkte Mariani seit 1852 überwiegend am Teatro Carlo Felice in Genua, zwischenzeitlich war er an anderen italienischen Opernhäusern als Dirigent tätig.
Als Dirigent wurde er von Giuseppe Verdi, Giacomo Meyerbeer, Gioachino Rossini und Richard Wagner hoch geschätzt. Seine ersten großen Erfolge feierte er mit Verdis I due Foscari (1846) und Nabucco (1847). Am 16. August 1857 dirigierte er die Uraufführung von Verdis Aroldo, eine Überarbeitung seiner frühen Oper Stiffelio, im Teatro Nuovo von Rimini. Am 30. Mai 1865 leitete er die Uraufführung der Oper Amleto nach einem Libretto von Arrigo Boito und mit der Musik Franco Faccios im Teatro Carlo Felice von Genua. Im selben Jahr folgte die italienische Erstaufführung von Meyerbeers L’Africaine im Teatro Comunale di Bologna. Zwei Jahre später, am 27. Oktober 1867, dirigierte Mariani im selben Haus Verdis Don Carlos, ebenfalls eine prima italiana, eine italienische Erstaufführung. Im Jahr 1871 leitete er die erste italienische Aufführung von Wagners Oper Lohengrin, die in Bologna aufgeführt wurde.
Zu Marianie eigenen wenig bekannten Kompositionen, die der italienischen Romantik zugerechnet werden, zählen ein Requiem zum Tod des danischen Konigs Christian VIII., zwei im Exil verfasste politische Kantaten, sowie 5 Hefte mit Romanzen. Sein mit einer Büste versehenes Grabdenkmal befindet sich auf dem Monumentalfriedhof von Ravenna.

## Aufnahmen
- Angelo Mariani: Chiamatelo destino. Liriche da camera. Mit Lucia Rizzi (Mezzosopran) und Riccardo Zadra (Pianoforte). Amadeus Rainbow.[6]

## Ehrungen
- Das Teatro Angelo Mariani in Sant’Agata Feltria (errichtet im Jahr 1605) wurde umgewidmet und trägt jetzt seinen Namen.[7]
- Seit 1963 besteht eine Associazione Musicale Angelo Mariani in Ravenna, die im dortigen Teatro Aligheri ein Konzertprogramm veranstaltet.[8]